# Spardorf
Spardorf ist eine Gemeinde im mittelfränkischen Landkreis Erlangen-Höchstadt und ein Mitglied der Verwaltungsgemeinschaft Uttenreuth.

## Geographie

### Geographische Lage
Spardorf liegt etwa fünf Kilometer nordöstlich von Erlangen im Tal der Schwabach und unterhalb der Höhe von Marloffstein. Spardorf ist eine Wohngemeinde im Erlanger Umland.

### Gemeindegliederung
Die Gemeinde besteht nur aus der Gemarkung und dem Gemeindeteil Spardorf. Die Gemarkung Spardorf hat eine Fläche von 3,222 km². Sie ist in 1419 Flurstücke aufgeteilt, die eine durchschnittliche Flurstücksfläche von 2270,67 m² haben.

### Nachbargemeinden
Nachbargemeinden sind (im Norden beginnend im Uhrzeigersinn):
Marloffstein, Uttenreuth, Buckenhof, Erlangen

## Geschichte
In Spardorf gibt es Siedlungsspuren, die auf eine vorchristliche Besiedlung hindeuten.
Das Bestimmungswort des Ortsnamens leitet sich höchstwahrscheinlich vom mittelhochdeutschen Wort spar(we) (Spatz, Sperling) ab.
Die älteste urkundliche Erwähnung des Namens Spardorf stammt aus dem Jahr 1305. Im Handlungsbuch der Nürnberger Patrizier Holzschuher steht der Eintrag „Sibito de Spardorf 1305“. Mindestens seit dem 15. Jahrhundert besaßen die Herrn von Streitberg in Spardorf einige Güter und Wälder als kaiserliche Lehen.
Am 1. Mai 1919 wurde Sieglitzhof aus der Gemeinde Spardorf ausgegliedert und in die Stadt Erlangen eingegliedert.
Seit 1978 bildet die Gemeinde gemeinsam mit drei anderen Gemeinden die Verwaltungsgemeinschaft Uttenreuth.

## Politik

### Gemeinderat
Die Kommunalwahlen 2002, 2008, 2014 und 2020 führten zu folgenden Sitzverteilungen im Gemeinderat:
|      | CSU | SPD | Freie Wähler | Unser Spardorf | Neue Liste | Gesamt   |
| 2002 | 4   | 2   | 6 *          | 2              | n. a.      | 14 Sitze |
| 2008 | 3   | 2   | 4            | 1              | 2          | 12 Sitze |
| 2014 | 2   | 3   | 3            | 1              | 3          | 12 Sitze |
| 2020 | 3   | 5   | 3            | –              | 3          | 14 Sitze |

### Bürgermeister
Erster Bürgermeister ist seit 2020 Andreas Wasielewski (SPD). Er gewann in der Stichwahl gegen die amtierende Bürgermeisterin Birgit Herbst (Neue Liste). Diese wiederum war ebenfalls in einer Stichwahl im Jahre 2014 ins Amt gekommen, als sie gegen den damaligen Amtsinhaber Bernd Höhlein (FW) gewann.

### Wappen
| | Blasonierung: „Gespalten von Silber und Rot, am Spalt überdeckt von einem von Schwarz und Silber gespaltenen Dachziegel, vorne ein schwarzes Deichselkreuz, hinten eine silberne Hirschstange mit aufgesteckter silberner Lilie.“ |
| Wappenbegründung: Das Deichselkreuz stammt aus dem Wappen der Herren von Spardorf, die 1321 erstmals urkundlich erwähnt wurden. Die mit einer Lilie besteckte Hirschstange ist dem Wappen der Strobel entnommen, die ebenfalls im 14. Jahrhundert im Gemeindegebiet als Grundherren nachgewiesen sind. Der aufgelegte Ziegel steht redend für den seit 1718 bis heute in Spardorf betriebene Ziegelherstellung. Die Wappenfarben Silber und Rot weisen auf die Zugehörigkeit zu Franken hin, Silber und Schwarz erinnern an die einstige Territorialherrschaft der Markgrafen von Brandenburg-Bayreuth. Die Gemeinde führt seit 1978 das Wappen. | |

## Wirtschaft und Infrastruktur

### Ansässige Unternehmen
Es sind eine Reihe kleinerer Unternehmen in den Branchen Immobilien, IT und Werbung ansässig, daneben ist die Landwirtschaft in Spardorf von Bedeutung, 2022 wurden 44 % der Gemeindefläche landwirtschaftlich genutzt.

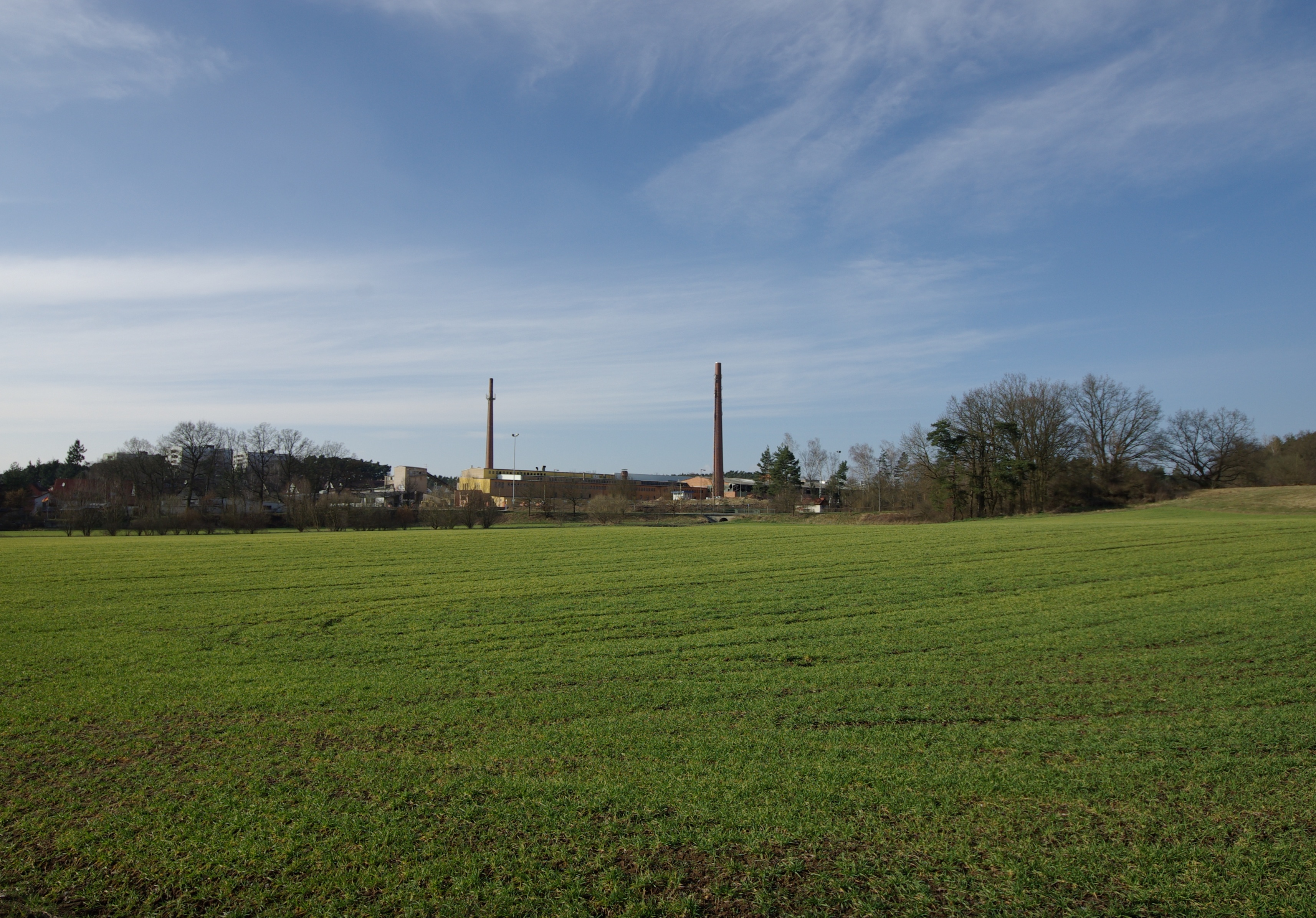
Blick vom Schwabachtal auf Spardorf mit der ehemaligen Ziegelei Schultheiß in der Bildmitte, 2011

Größter Betrieb war früher die ehemalige Ziegelei Schultheiß, die 1804 gegründet wurde. Andere Quellen nennen das Jahr 1787. Die Rohstoffe für die Herstellung von Ziegeln und Kalksandstein wurden im 20. Jahrhundert zeitweise über Lorenseilbahnen aus den Nachbarorten bezogen: Ton aus Marloffstein und Sand aus Buckenhof. Weitere bekannte Abbaugebiete liegen am Mistelberg in Kalchreuth (Ton) und zwischen Dormitz und Kleinsendelbach (Sand). 2001 wurde die Produktion vom österreichischen Wienerberger-Konzern übernommen und 2005 geschlossen. Das angemietete Gelände wurde noch bis 2008 als Lager genutzt, die Maschinen wurden abgebaut. Im Winter 2011/2012 wurden fast alle Gebäude abgerissen. Der westliche Schornstein blieb als Industriedenkmal erhalten. 2016 wurde der Schornstein um 15 m gekürzt und die Mobilfunkantennen abgebaut. 2017 begann die Neubebauung im Südteil des Geländes mit der Bezeichnung Alte Ziegelei. Errichtet wurden mehrere, im Herbst 2018 eröffnete Supermärkte, später kamen ein Ärztehaus, eine Apotheke und ein Restaurant hinzu.
Im nördlichen Teil des Geländes existierte bis 2003 der Klimatechnik-Betrieb Jackson Lufttechnik. Das Gebäude wurde anschließend als Ärztehaus genutzt. Der Nordteil des Geländes wird für EOF-Wohnungen genutzt.

### Medien
- Erlanger Nachrichten

### Verkehr
Die Staatsstraße 2242 führt nach Marloffstein (1,2 km nordöstlich) bzw. am Sieglitzhof vorbei nach Erlangen (4 km westlich). Die Staatsstraße 2240 führt nach Buckenhof (0,5 km südwestlich) bzw. nach Uttenreuth (1,2 km östlich). Eine Ortsstraße führt in Nord-Süd-Richtung von der St 2242 zur St 2240.
Spardorf ist direkt über die Buslinie 208 des Verkehrsverbundes im Großraum Nürnberg (VGN) an Erlangen angebunden, am Busbahnhof im Schwabachtal verkehren zudem die Linien 209 und 280 (Mo–Fr) sowie einige weitere Linien, die nur selten fahren. Spardorf lag an der stillgelegten Sekundärbahn Erlangen–Gräfenberg.

## Bildung und Kultur
In Spardorf befinden sich das Emil-von-Behring-Gymnasium, eine Grundschule, die Ernst-Penzoldt-Mittelschule, die Erich-Kästner-Schule zur individuellen Lernförderung und zwei Kindergärten (Spatzennest und Buntspecht).

## Freizeit und Sport
Der örtliche Sportverein trägt den Namen VdS Spardorf (Verein der Sportfreunde). Es werden Fußball, Tennis, Tischtennis, Turnen, Volleyball, Basketball, Fitboxing, Zumba und andere Sportarten angeboten.
Im öffentlichen Hallenbad Spardorf findet das Schulschwimmen statt und der SC Uttenreuth trainiert dort.

## Persönlichkeiten
- Karl-Dieter Grüske (* 1946), Professor für Volkswirtschaftslehre und ehemaliger Präsident der Friedrich-Alexander-Universität Erlangen-Nürnberg
- Helmut Haberkamm (* 1961), Anglist, Germanist, Schriftsteller und Mundartautor, u. a. Bayerischer Kulturförderpreis (1993), Kulturförderpreis der Stadt Erlangen (1996), Kulturförderpreis des Bezirks Mittelfranken (1999)[26], Literaturpreis der IHK-Kulturstiftung der mittelfränkischen Wirtschaft (2006)
- Katrin Müller-Hohenstein (* 1965), Fernseh- und Radiomoderatorin
- Theodor Ickler (* 1944), Professor für Germanistik/Deutsch als Fremdsprache an der Universität Erlangen-Nürnberg
- Nadja Pries (* 1994), BMX-Radsportlerin
- Nikolai Link (* 1990), Handballspieler